# Boldizsár Adorján
Boldizsár Adorján (n. 2 mai 1820, Gortva, Banskobystrický kraj, Slovacia – d. 13 iulie 1867) a fost un scriitor, poet, avocat maghiar, contemporan cu poeții Sándor Petőfi și Mihály Vörösmarty.

## Opere literare
- Szerelem Dalok (Cântece de dragoste)
- Emlékezés könnyeimre (Ține minte lacrimile mele)
- Egy töredék alá
- Oltárkép
- Harcias időkből
- Emlény
- A halott
- Haldokló honfi
- Haldokló ifjú
- A murányi vár romjai
- Új Brutus
- Kérelem
- Hunnia népe
- Kölcsey halálakor
- Válóban
- Egy fiatal hölgyhöz
- Az ismeretlen nőhöz
- Költői próza
- Szózat Erdélyhez
- Kupresz

- Gyötrődés
- Búdalok
- Emlékezés
- Holdsugár
- Az eltűnt szerelem után
- Midőn ő búsult
- Végelválás előtt
- Égő szerelemvilág
- Megnyugtatásul a kedvesnek
- Emléklapra Petőfynek
- Kisleány mulatsága
- Á la Petőfy
- Egy költő emlék könyvébe
- Végszó
- Az év végén dec. 28. 1842
- Tavaszkor
- Ormós Lászó emléke
- Levél Pap Endréhez
- A visegrádi apród
- Hunyady János